# پرومیسلوفکا
پرومیسلوفکا (به لاتین: Promyslovka) یک منطقهٔ مسکونی در روسیه است که در استان آستراخان واقع شده‌است.